# Liga Mexicana de Béisbol 2003
La Temporada 2003 de la Liga Mexicana de Béisbol fue la edición número 79. Para esta temporada no hubo cambios de sede.
Se continúa con el sistema de dos zonas, norte y sur, con 8 equipos cada una. El calendario constaba de 110 partidos divididos en dos vueltas, al final de cada vuelta se otorgan puntos, y califican a playoffs los 4 mejores equipos de cada zona, 3 por puntaje y el otro por porcentaje. 
No hubo cambios de sede, pero los "Algodoneros de Unión Laguna", cambiaron de nombre a Vaqueros Laguna, así como de colores distintivos, del guinda (que usaban desde su fundación en 1940) al naranja. Esto, debido al cambio de directiva.
Por otra parte, los Tecolotes de los Dos Laredos decidieron dejar de jugar algunos de sus partidos como local en el Veterans Field de Laredo, Texas, Estados Unidos por lo cual quitaron la palabra "Dos" de su nombre; esta sería su última temporada hasta su regreso en 2008.

## Equipos participantes
| Liga Mexicana de Béisbol 2003 |                              |           |                          |                                      |           |
| Zona                          | Equipo                       | Fundación | Ciudad                   | Estadio                              | Capacidad |
| Norte                         | Acereros del Norte           | 1974      | Monclova, Coahuila       | Monclova                             | 8,500     |
| Norte                         | Broncos de Reynosa           | 1963      | Reynosa, Tamaulipas      | Adolfo López Mateos                  | 10,000    |
| Norte                         | Diablos Rojos del México     | 1940      | México, D. F.            | Foro Sol                             | 25,000    |
| Norte                         | Pericos de Puebla            | 1938      | Puebla, Puebla           | Hermanos Serdán                      | 12,112    |
| Norte                         | Saraperos de Saltillo        | 1970      | Saltillo, Coahuila       | Francisco I. Madero                  | 16,000    |
| Norte                         | Sultanes de Monterrey        | 1939      | Monterrey, Nuevo León    | Monterrey                            | 22,061    |
| Norte                         | Tecolotes de Nuevo Laredo    | 1940      | Nuevo Laredo, Tamaulipas | La Junta                             | 7,800     |
| Norte                         | Vaqueros Laguna              | 1940      | Torreón, Coahuila        | Revolución                           | 9,500     |
| Sur                           | Cafeteros de Córdoba         | 1934      | Córdoba, Veracruz        | "Beisborama"                         | 12,000    |
| Sur                           | Guerreros de Oaxaca          | 1996      | Oaxaca, Oaxaca           | Eduardo Vasconcelos                  | 7,200     |
| Sur                           | Langosteros de Cancún        | 1996      | Cancún, Quintana Roo     | Beto Ávila                           | 9,500     |
| Sur                           | Leones de Yucatán            | 1954      | Mérida, Yucatán          | Kukulcán                             | 14,917    |
| Sur                           | Olmecas de Tabasco           | 1975      | Villahermosa, Tabasco    | Centenario 27 de Febrero             | 8,500     |
| Sur                           | Piratas de Campeche          | 1980      | Campeche, Campeche       | Nelson Barrera Romellón              | 6,000     |
| Sur                           | Rojos del Águila de Veracruz | 1903      | Veracruz, Veracruz       | Deportivo Universitario "Beto Ávila" | 7,782     |
| Sur                           | Tigres de la Angelópolis     | 1955      | Puebla, Puebla           | Hermanos Serdán                      | 12,112    |

## Posiciones

### Primera Vuelta
| Zona Norte   | Zona Norte | Zona Norte | Zona Norte | Zona Norte | Zona Norte | Zona Sur | Zona Sur | Zona Sur | Zona Sur | Zona Sur | Zona Sur |
| Equipo       | Gan.       | Per.       | Porc.      | JV         | Pts.       | Equipo   | Gan.     | Per.     | Porc.    | JV       | Pts.     |
| ------------ | ---------- | ---------- | ---------- | ---------- | ---------- | -------- | -------- | -------- | -------- | -------- | -------- |
| México       | 37         | 19         | .661       | -          | 8          | Tigres   | 39       | 16       | .709     | -        | 8        |
| Monterrey    | 35         | 21         | .625       | 2.0        | 7          | Yucatán  | 33       | 23       | .589     | 6.5      | 7        |
| Puebla       | 32         | 24         | .571       | 5.0        | 6.5        | Oaxaca   | 31       | 25       | .554     | 8.5      | 6.5      |
| Saltillo     | 28         | 28         | .500       | 9.0        | 6          | Tabasco  | 27       | 28       | .491     | 12.0     | 6        |
| Monclova     | 26         | 29         | .473       | 10.5       | 5.5        | Cancún   | 27       | 29       | .482     | 12.5     | 5.5      |
| Laguna       | 26         | 30         | .464       | 11.0       | 5          | Campeche | 26       | 30       | .464     | 13.5     | 5        |
| Nuevo Laredo | 23         | 33         | .411       | 14.0       | 4.5        | Veracruz | 24       | 32       | .429     | 15.5     | 4.5      |
| Reynosa      | 13         | 37         | .327       | 18.5       | 4          | Córdoba  | 14       | 42       | .250     | 25.5     | 4        |

### Segunda Vuelta
| Zona Norte   | Zona Norte | Zona Norte | Zona Norte | Zona Norte | Zona Norte | Zona Sur | Zona Sur | Zona Sur | Zona Sur | Zona Sur | Zona Sur |
| Equipo       | Gan.       | Per.       | Porc.      | JV         | Pts.       | Equipo   | Gan.     | Per.     | Porc.    | JV       | Pts.     |
| ------------ | ---------- | ---------- | ---------- | ---------- | ---------- | -------- | -------- | -------- | -------- | -------- | -------- |
| Saltillo     | 34         | 17         | .667       | -          | 8          | Tigres   | 33       | 19       | .635     | -        | 8        |
| México       | 31         | 21         | .596       | 3.5        | 7          | Campeche | 29       | 21       | .580     | 3.0      | 7        |
| Monterrey    | 31         | 22         | .585       | 4.0        | 6.5        | Yucatán  | 28       | 22       | .560     | 4.0      | 6.5      |
| Nuevo Laredo | 30         | 23         | .566       | 5.0        | 6          | Veracruz | 26       | 22       | .542     | 5.0      | 6        |
| Puebla       | 30         | 24         | .556       | 5.5        | 5.5        | Oaxaca   | 26       | 27       | .491     | 7.5      | 5.5      |
| Reynosa      | 25         | 26         | .490       | 9.0        | 5          | Tabasco  | 22       | 31       | .415     | 11.5     | 5        |
| Monclova     | 23         | 30         | .434       | 12.0       | 4.5        | Cancún   | 17       | 34       | .333     | 14.5     | 4.5      |
| Laguna       | 13         | 41         | .421       | 22.5       | 4          | Córdoba  | 15       | 33       | .313     | 16.0     | 4        |

### Global
| Zona Norte   | Zona Norte | Zona Norte | Zona Norte | Zona Norte | Zona Norte | Zona Sur | Zona Sur | Zona Sur | Zona Sur | Zona Sur | Zona Sur |
| Equipo       | Gan.       | Per.       | Porc.      | JV         | Pts.       | Equipo   | Gan.     | Per.     | Porc.    | JV       | Pts.     |
| ------------ | ---------- | ---------- | ---------- | ---------- | ---------- | -------- | -------- | -------- | -------- | -------- | -------- |
| México       | 68         | 40         | .630       | -          | 15         | Tigres   | 72       | 35       | .673     | -        | 16       |
| Monterrey    | 66         | 43         | .606       | 2.5        | 13.5       | Yucatán  | 61       | 45       | .575     | 10.5     | 13.5     |
| Saltillo     | 62         | 45         | .579       | 5.5        | 14         | Oaxaca   | 57       | 52       | .523     | 16.0     | 12       |
| Puebla       | 62         | 48         | .564       | 7.0        | 12         | Campeche | 55       | 51       | .519     | 16.5     | 12       |
| Nuevo Laredo | 53         | 56         | .486       | 15.5       | 10.5       | Veracruz | 50       | 54       | .481     | 20.5     | 10.5     |
| Monclova     | 49         | 59         | .454       | 19.0       | 10         | Tabasco  | 49       | 59       | .454     | 23.5     | 11       |
| Reynosa      | 43         | 63         | .406       | 24.0       | 9          | Cancún   | 44       | 63       | .411     | 28.0     | 10       |
| Laguna       | 39         | 71         | .355       | 30.0       | 9          | Córdoba  | 29       | 75       | .279     | 41.5     | 8        |

| Clasificado a los playoffs |

## Juego de Estrellas
El Juego de Estrellas de la LMB se celebró el 25 de mayo en el Estadio Nelson Barrera Romellón de Campeche, Campeche; casa de los Piratas de Campeche. La Zona Norte se impuso 10-5 a la Sur. El estadounidense Jayson Bass de los Saraperos de Saltillo fue elegido el Jugador Más Valioso del partido, mientras que el dominicano Guillermo García de los Tigres de la Angelópolis fue el ganador del Home Run Derby.
De esta forma se regresó al formato Norte contra Sur en el clásico de media temporada, el cual no se utilizaba desde 1999.

## Postemporada
Calificaron los 4 primeros de cada zona. Los 3 primeros de acuerdo al puntaje y el cuarto por mejor porcentaje.
|  | Primer Play off | Primer Play off |           |   | Finales de zona | Finales de zona |  |  | Serie Final | Serie Final |
|  |                 |                 |           |   |                 |                 |  |  |             |             |
|  |                 |                 |           |   |                 |                 |  |  |             |             |
|  |                 |                 |           |   |                 |                 |  |  |             |             |
|  |                 |                 |           |   |                 |                 |  |  |             |             |
|  | Saltillo        | 3               |           |   |                 |                 |  |  |             |             |
|  | Saltillo        | 3               |           |   |                 |                 |  |  |             |             |
|  | Monterrey       | 4               |           |   |                 |                 |  |  |             |             |
|  | Monterrey       | 4               | Monterrey | 2 |                 |                 |  |  |             |             |
|  | Zona Norte      |                 | Monterrey | 2 |                 |                 |  |  |             |             |
|  |                 | México          | 4         |   |                 |                 |  |  |             |             |
|  | Puebla          | México          | 4         | 3 |                 |                 |  |  |             |             |
|  | Puebla          |                 |           | 3 |                 |                 |  |  |             |             |
|  | México          | 4               |           |   |                 |                 |  |  |             |             |
|  | México          | 4               | México    | 4 |                 |                 |  |  |             |             |
|  |                 |                 | México    | 4 |                 |                 |  |  |             |             |
|  |                 | Tigres          | 1         |   |                 |                 |  |  |             |             |
|  | Oaxaca          | Tigres          | 1         | 4 |                 |                 |  |  |             |             |
|  | Oaxaca          |                 |           | 4 |                 |                 |  |  |             |             |
|  | Yucatán         | 0               |           |   |                 |                 |  |  |             |             |
|  | Yucatán         | 0               | Oaxaca    | 2 |                 |                 |  |  |             |             |
|  | Zona Sur        |                 | Oaxaca    | 2 |                 |                 |  |  |             |             |
|  |                 | Tigres          | 4         |   |                 |                 |  |  |             |             |
|  | Campeche        | Tigres          | 4         | 2 |                 |                 |  |  |             |             |
|  | Campeche        |                 |           | 2 |                 |                 |  |  |             |             |
|  | Tigres          | 4               |           |   |                 |                 |  |  |             |             |
|  | Tigres          | 4               |           |   |                 |                 |  |  |             |             |

### Equipo campeón
Por 7 y 8 temporada consecutiva, la Serie Final se disputó entre el México y Tigres. Diablos ganó la serie 6 juegos a 1 dirigidos por Bernardo I
Diablos Rojos Del México Campeón LMB Mexicali Beisbol 2003 
La serie inició en Puebla para trasladarse después al D. F. La noche del 29 de agosto, en el quinto partido de la serie y después de 13 entradas con la pizarra empatada a 6 carreras, José Luis Sandoval de los Diablos conectó un sencillo al jardín derecho que impulsó a Roberto Kelly con la carrera de la victoria, ante la algarabía de la mayor parte de la afición que llenó el Foro Sol. Los Diablos consiguieron su décimo cuarto título y tercer bicampeonato de su historia. El título fue dedicado a Antonio "El Abuelo" Mora, batboy desde los inicios del equipo, que acababa de fallecer.

## Designaciones
| Designación         | Ganador           | Equipo                   |
| ------------------- | ----------------- | ------------------------ |
| Jugador más valioso | Guillermo García  | Tigres de la Angelópolis |
| Pitcher del año     | Pablo Ortega      | Pericos de Puebla        |
| Relevista del año   | Santos Hernández  | Tigres de la Angelópolis |
| Novato del año      | Jesús Guzmán      | Tigres de la Angelópolis |
| Retorno del año     | Daniel Fernández  | Diablos Rojos del México |
| Mánager del año     | Enrique Reyes     | Pericos de Puebla        |
| Ejecutivo del año   | Pedro Mayorquín   | Diablos Rojos del México |
| Anotador del año    | Gustavo Gutiérrez | Guerreros de Oaxaca      |
| Ampáyer del año     | Raúl Cabrera      | Liga Mexicana de Béisbol |

## Acontecimientos relevantes
- 15 de abril: Francisco Córdova de los Diablos Rojos del México llega a 20 triunfos consecutivos entre temporadas. El 15 de abril en Córdoba, Veracruz; Cafeteros de Córdoba acabó con su racha.
- Isidro Márquez se convirtió en el primer lanzador en la historia en lograr en tres ocasiones, en la misma temporada, salvamentos en cada uno de los juegos de una serie completa de tres partidos. Finalizó con 301 salvamentos de por vida, líder de todos los tiempos.
- Por vez primera en la historia de los playoffs los clubes clasificados utilizan refuerzos, debido a que aportaron jugadores para la Selección Mexicana que participó en los Juegos Panamericanos de 2003, en donde obtuvieron la medalla de bronce.
- Daniel Fernández de los Diablos Rojos del México impone récord al jugar su temporada 21 como Jardinero.[4]